# 大塔村立木守小学校
大塔村立木守小学校（おおとうそんりつ こもりしょうがっこう）は、和歌山県西牟婁郡大塔村（現 田辺市）にあった公立小学校である。

## 沿革
- 1875年頃 - 集落内の社務所を仮校舎に開校[1]。
- 1884年5月18日 - 第一号の卒業証書が授与される[1]。
- 1889年 - 大水害の被害を受け、集落の住民の一部が北海道等へ移住する[1]。
- 1903年 - 豊原小学校木守分校となる。同年、中井貫一が就任する[2]。
- 1906年10月1日 - 新校舎落成[3]。
- 1920年10月25日 - 活動写真を用いた講演会が開かれ父兄約150名が参加する[3]。
- 1929年 - 三川村 が豊原村 を編入する[1]。
- 1931年 - 地元青年会員により運動場拡張工事が行われる[3]。
- 1956年9月30日 - 富里村の一部・鮎川村の一部、三川村が合併し、大塔村が発足[1]。
- 1966年9月5日 - 大塔村立三川第二小学校木守分校となる[1]。
- 1969年 - 大塔村立三川第二小学校の閉校により独立。大塔村立木守小学校となる[1]。
- 1979年3月31日 - 向山小学校・向山小学校深谷分校・豊原小学校と合併し大塔村立三川小学校（のち、田辺市立三川小学校となるが、2015年、田辺市立鮎川小学校 に統合により廃校）となる。最終年度の児童数は6名[1]。

- 2009年 山本富久氏により往時の小学校を記録した写真展「こころのふる里 ～木守小学校の思い出～」が、新宿Nikonサロンで開かれる[4]。

## 閉校後の利用
閉校後、キリスト教会になったが閉鎖され、のちに隣接する福祉施設である「あすなろ木守の郷」の施設として利用されていた。
学校跡には2020年現在も木造校舎が残る。また、校舎手前に閉校記念碑「心のふる里」が立ち、略史が刻まれている。

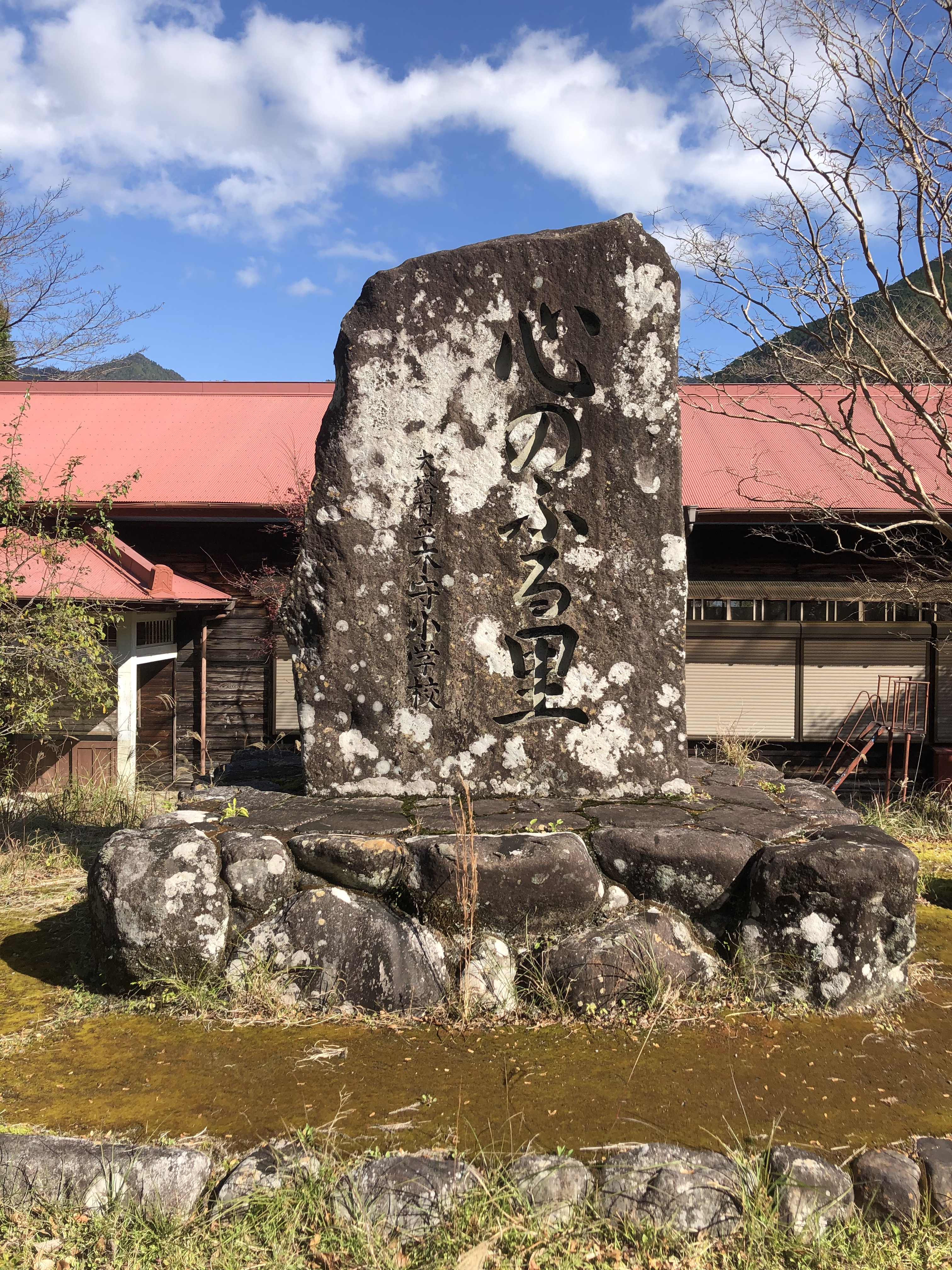
校舎前に立つ閉校記念碑